# コリン・ジャクソン
コリン・ジャクソン（Colin Ray Jackson、1967年2月18日 - ）は、イギリスの元陸上競技選手で、現在はコメンテーターや司会として働いている。1990年、大英帝国勲章（CBE）受章。

## 経歴
ウェールズのカーディフ出身。ジャマイカ人、パナマ人、タイノ族、スコットランド人を先祖に持つ。姉は女優のスーザン・パッカー。バーチグローブで育ち、バーチグローブ中学校を経てスランエダイルン高等学校に入学。在学中はサッカー、クリケット、ラグビー、バスケットボールに打ち込んだ。当初はハードル走ではなく十種競技を目指していた。
高校卒業後、1986年にアテネで開催された第1回世界ジュニア陸上競技選手権大会の110メートルハードル部門で金を獲得（13秒44）し、以降本格的にアスリートとしての道を歩むことになる。
ジャクソンは110メートルハードルの元世界記録保持者 (12秒91) である。これは1993年8月20日にドイツのシュトゥットガルトで行われた世界陸上の決勝で記録した。また、彼は60メートルハードルの元世界室内記録 (7秒30) 保持者でもあり、この記録は1994年3月6日にドイツで出した。特に110メートルハードルにおいては、1990年代中盤に圧倒的な強さを誇り、1993年8月から1995年2月までの間に44連勝を達成した。
このようにハードル走で大きな功績を残したジャクソンだが、ハードル走以外の種目でも活躍が見られた。中でも驚異的だったのは、1994年のヨーロッパ室内陸上競技選手権大会で、60メートルと60メートルハードルの両種目で優勝したことである。この時の60メートルのタイムは6秒49で、当時リンフォード・クリスティ（イギリス）が保持していたヨーロッパ記録(6秒48)に、あと100分の1秒と迫る記録であった。
その後、アレン・ジョンソン（アメリカ）の台頭や故障の影響により、なかなか世界大会で優勝できずにいたが、1999年の世界室内陸上で優勝すると、同年の世界陸上では、伸び盛りのアニエル・ガルシア（キューバ）を僅差で破り優勝。6年振りに世界チャンピオンに返り咲き、涙に暮れた。
2002年にヨーロッパ選手権で優勝し、この大会では1990年から2002年まで4連覇を果たした。翌2003年、地元で行われた世界室内陸上を最後に引退した。
2017年8月26日、スウェーデンのドキュメンタリー番組『Rainbow Heroes』の中で、同性愛者であることを公表した。

## 主な成績
| 年   | 大会                                 | 場所                               | 種目    | 結果    | 記録   |
| ---- | ------------------------------------ | ---------------------------------- | ------- | ------- | ------ |
| 1985 | ヨーロッパジュニア陸上競技選手権大会 | コトブス(ドイツ)                   | 110mH   | 2位     | 13秒69 |
| 1986 | 世界ジュニア陸上競技選手権大会       | アテネ(ギリシャ)                   | 110mH   | 1位     | 13秒44 |
| 1986 | コモンウェルスゲームズ               | エディンバラ(スコットランド)       | 110mH   | 2位     | 13秒42 |
| 1987 | ヨーロッパ室内陸上競技選手権大会     | リエヴァン(フランス)               | 60mH    | 2位     | 7秒63  |
| 1987 | 世界室内陸上競技選手権大会           | インディアナポリス(アメリカ合衆国) | 60mH    | 4位     | 7秒68  |
| 1987 | 世界陸上競技選手権大会               | ローマ(イタリア)                   | 110mH   | 3位     | 13秒38 |
| 1988 | オリンピック                         | ソウル(大韓民国)                   | 110mH   | 2位     | 13秒28 |
| 1988 | IAAF陸上ワールドカップ               | バルセロナ(スペイン)               | 110mH   | 2位     | 12秒95 |
| 1989 | ヨーロッパ室内陸上競技選手権大会     | デン・ハーグ(オランダ)             | 60mH    | 1位     | 7秒59  |
| 1989 | 世界室内陸上競技選手権大会           | ブダペスト(ハンガリー)             | 60mH    | 2位     | 7秒45  |
| 1990 | コモンウェルスゲームズ               | オークランド(ニュージーランド)     | 110mH   | 1位     | 13秒08 |
| 1990 | ヨーロッパ陸上競技選手権大会         | スプリト(クロアチア)               | 110mH   | 1位     | 13.18  |
| 1991 | 世界陸上競技選手権大会               | 東京(日本)                         | 110mH   | DNS(sf) | -      |
| 1992 | オリンピック                         | バルセロナ(スペイン)               | 110mH   | 7位     | 13秒46 |
| 1992 | IAAF陸上ワールドカップ               | ハバナ(キューバ)                   | 110mH   | 1位     | 13秒07 |
| 1993 | 世界室内陸上競技選手権大会           | トロント(カナダ)                   | 60mH    | 2位     | 7秒43  |
| 1993 | 世界陸上競技選手権大会               | シュトゥットガルト(ドイツ)         | 110mH   | 1位     | 12秒91 |
| 1993 | 世界陸上競技選手権大会               | シュトゥットガルト(ドイツ)         | 4x100mR | 2位     | 37秒77 |
| 1993 | IAAFグランプリファイナル             | ロンドン(イギリス)                 | 110mH   | 1位     | 13秒14 |
| 1994 | ヨーロッパ室内陸上競技選手権大会     | パリ(フランス)                     | 60m     | 1位     | 6秒49  |
| 1994 | ヨーロッパ室内陸上競技選手権大会     | パリ(フランス)                     | 60mH    | 1位     | 7秒41  |
| 1994 | ヨーロッパ陸上競技選手権大会         | ヘルシンキ(フィンランド)           | 110mH   | 1位     | 13.08  |
| 1994 | コモンウェルスゲームズ               | ビクトリア(カナダ)                 | 110mH   | 1位     | 13秒08 |
| 1994 | IAAFグランプリファイナル             | パリ(フランス)                     | 110mH   | 1位     | 13秒08 |
| 1996 | オリンピック                         | アトランタ(アメリカ合衆国)         | 110mH   | 4位     | 13秒19 |
| 1997 | 世界室内陸上競技選手権大会           | パリ(フランス)                     | 60mH    | 2位     | 7秒49  |
| 1997 | 世界陸上競技選手権大会               | アテネ(ギリシャ)                   | 110mH   | 2位     | 13秒05 |
| 1998 | ヨーロッパ陸上競技選手権大会         | ブダペスト(ハンガリー)             | 110mH   | 1位     | 13.02  |
| 1998 | IAAF陸上ワールドカップ               | ヨハネスブルグ(南アフリカ共和国)   | 110mH   | 2位     | 13秒11 |
| 1999 | 世界室内陸上競技選手権大会           | 前橋(日本)                         | 60mH    | 1位     | 7秒38  |
| 1999 | 世界陸上競技選手権大会               | セビリア(スペイン)                 | 110m    | 1位     | 13秒04 |
| 1999 | IAAFグランプリファイナル             | ミュンヘン(ドイツ)                 | 110mH   | 2位     | 13秒17 |
| 2000 | オリンピック                         | シドニー(オーストラリア)           | 110mH   | 5位     | 13秒28 |
| 2001 | IAAFグランプリファイナル             | メルボルン(オーストラリア)         | 110mH   | 5位     | 13秒68 |
| 2002 | ヨーロッパ室内陸上競技選手権大会     | ウィーン(オーストリア)             | 60mH    | 1位     | 7秒40  |
| 2002 | コモンウェルスゲームズ               | マンチェスター(イングランド)       | 110mH   | 2位     | 13秒39 |
| 2002 | ヨーロッパ陸上競技選手権大会         | ミュンヘン(ドイツ)                 | 110mH   | 1位     | 13.11  |
| 2003 | 世界室内陸上競技選手権大会           | バーミンガム(イギリス)             | 60mH    | 5位     | 7秒61  |

## 記録

### 障害走
- 60メートルハードル　　7秒30　（1994年3月6日、世界歴代2位）
- 110メートルハードル　12秒91　（1993年8月20日、世界歴代7位）
- 200メートルハードル　22秒63　（1991年6月1日、世界歴代3位）

### その他
- 60メートル　　6秒49　（1994年3月11日）
- 100メートル　10秒29　（1990年7月28日）
- 走高跳　　1m81　　（1982年1月1日）
- 走幅跳　　7m56　　（1985年1月1日）